# Jeff Rutledge
Jeffrey Ronald Rutledge (Birmingham, 22 gennaio 1957) è un ex giocatore di football americano statunitense che ha giocato nel ruolo di quarterback nella National Football League (NFL). Fu scelto nel corso del nono giro (246º assoluto) del Draft NFL 1979 dai Los Angeles Rams. Al college giocò a football all'Università dell'Alabama.

## Carriera professionistica
Rutledge fu scelto nel corso del nono giro del Draft 1979 dai Los Angeles Rams. Disputò 14 stagioni nella NFL fino al 1992 per tre diverse squadre. Fu il quarterback di riserva quando i Rams raggiunsero il Super Bowl XIV, giocò nel Super Bowl XXI vinto dai New York Giants e fu la riserva nel Super Bowl XXVI vinto dai Washington Redskins.
Rutledge trascorse la maggior parte della carriera come quarterback di riserva e come holder durante i tentativi di calcio. Il suo migliore momento come professionista fu quando era membro dei Redskins ed entrò dalla panchina in una gara contro i Detroit Lions nel 1990. In svantaggio per 35-14 a meno di 11 minuti dal termine del terzo quarto, Rutledge sostituì l'inefficace Stan Humphries e guidò la squadra a una grande rimonta. Completò 30 passaggi su 42 per 363 yard e un touchdown e segnò su corsa un altro touchdown, pareggiando la gara a 24 secondi dal termine. Nei tempi supplementari trovò Art Monk con un passaggio da 40 yard su una situazione di terzo down&15, consentendo a Chip Lohmiller di trovarsi in posizione utile per calciare il field goal della vittoria.

## Palmarès

### Franchigia
- Super Bowl : 2

New York Giants: XXI
Washington Redskins: XXVI
- National Football Conference Championship: 3

Los Angeles Rams: 1979
New York Giants: 1986
Washington Redskins: 1992

### College
- Campione NCAA: 1

Alabama Crimson Tide: 1978

## Statistiche
| Yard lanciate     | 3.628 |
| Touchdown         | 16    |
| Intercetti subiti | 29    |
| Passer rating     | 61,4  |